# 근린방해
|                                                      |
| 불법행위법                                           |
| 영미법 시리즈                                        |
| 과실                                                 |
| 주의의무 · 주의기준                                  |
| 근인 · 사실추정의 원칙                               |
| 과실계산 · 가해자 완전책임                           |
| 과실의 정신적 가해행위                               |
| 구조원칙 · 구조의무                                  |
| 법률상 불법행위                                      |
| 제조물책임법 · 고위험 행위                           |
| 불법침입인 · 승낙출입자 · 고객                       |
| 유인적 위험물                                        |
| 재산관련 불법행위                                    |
| 불법침해 · 컨버전                                    |
| 압류동산회복소송 · 동산점유회복소송 · 횡령물회복소송 |
| 유해물                                               |
| 근린방해 · 라일랜즈 대 플레처 판결                   |
| 의도적 불법행위                                      |
| 폭행위협 · 폭행 · 불법감금                           |
| 정신적 피해                                          |
| 승낙 · 필요 · 자기방어                               |
| 명예관련 불법행위                                    |
| 명예훼손 · 사생활 침해                               |
| 신뢰훼손 · 절차악용                                  |
| 악의적 기소                                          |
| 경제적 불법행위                                      |
| 사기 · 불법적 간섭                                   |
| 음모 · 영업방해                                      |
| 의무, 변론, 구제방법                                 |
| 상대적 과실과 과실 기여                              |
| 명백한 회피 기회 원칙                                |
| 상급자책임 · 동의는 권리침해 성립을 조각             |
| 패륜적 계약에서 채권발생 없다                        |
| 손해배상 · 금지명령                                  |
| 영미법                                               |
| 미국의 계약법 · 미국의 재산법                        |
| 미국의 유언신탁법                                    |
| 미국의 형법 · 미국의 증거법                          |

근린방해(Nuisance)은 영미법의 불법행위로 사적인 공공적인 근립방해가 있다. 근린방해는 주위에 불편이나 손해를 입히는 행위를 일반적으로 말한다. 

## 근린방해의 예
- 집, 작물, 홍수, 지하수면 상승, 하천 오염 등 토지의 물리적 상태를 방해하는 진동,  발파 등
- 불쾌한 냄새, 연기 또는 먼지, 가스, 과도한 소음이나 빛, 고온
- 매매춘

## 사례
- 한 공장의 생산설비에서는 최첨단 방음장치가 설치되어 있는데도 불구하고 희미한 소음이 새어나온다. 이 공장은 평일 낮 시간 동안만 가동한다. 공장 근처에 사는 한 주민은 야간근무를 하는 사람으로 공장에서 발생하는 소음 때문에 집에서 잠을 제대로 잘 수가 없었다. 이 지역 의 다른 주민들은 소음에 대해 문제를 제기하고 있지 않는 경우, 근린방해의 요건인 실질적이고 불합리한 자기 재산권 향유방해가 성립하지 않는다. 소음에 보통 이상으로 민감한 이웃은 공장 소유자의 자기 토지사용을 중단시킬 수 없다.

- 갑은 관할관청으로부터 황산제조공장설립허가 및 황산제조허가를 받았다. 갑에 대한 허가로 황산제조공장부지에 이웃하는 주민 을 등은 황산의 냄새 등으로 인해 생활환경상의 이익을 침해받게 되어 근린방해에 해당할 수 있다.

## 사적생활방해
(私的生活妨害)(private nuisance)

## 주요판례
- 라일랜즈 대 플레처 사건
- 상린관계
- 이웃소송
- 대한민국 민법 제217조 매연 등에 의한 인지에 대한 방해금지

## 같이 보기
- 법
- 방임

## 참고 문헌
- 서철원,《미국 불법행위법》,법원사, 2005. (ISBN 8991512011)
- 이상윤, 『영미법 - 개정판』, 박영사, 2000. (ISBN 8910451602)
- Black's Law Dictionary 1486 (8th ed. 2004).